# Cherokee

Steagul Națiunii Cherokee.

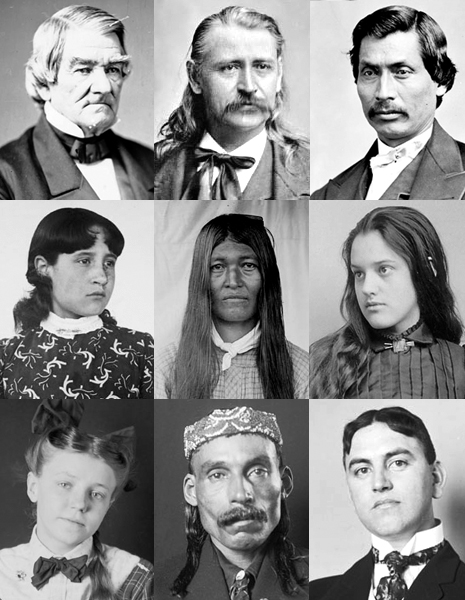
Colaj cu bărbați și femei cherokee

Cherokee ([ˈtʃɛrəˌkiː]; în cherokee: ᎠᏂᏴᏫᏯ, Ani-Yunwiya; scris uneori în cherokee: ᏣᎳᎩ, Tsalagi) este denumirea unei populații de amerindieni stabiliți în general în zonele statelor Georgia, Carolina de Sud și de Nord și estul statului Tennessee din SUA.
Lingvistic ei fac parte din familia de limbi irocheze și posedă un sistem de scriere propriu, mai exact un silabar, inventat de o singură persoană, la ora aceea analfabetă, cu numele Sequoyah. Numele arborelui mamut „sequoia” se trage de la cherokee-ul Sequoyah. „Alfabetul” cherokee este folosit pentru scrierea limbii cherokee, care este vorbită de populația de amerindieni cu același nume.
Potrivit recensământului din anul 2000, pe teritoriul S.U.A. se află aproximativ 300.000 de cherokee.

## Nume
Termenul din cherokee ᎠᏂᏴᏫᏯ (Ani-Yunwiya) înseamnă „oameni principali”.

## Origini
Potrivit tradițiilor orale, populația a migrat în timpuri străvechi din zona Lacurilor Sărate. De fapt, oamenii de știință au format două opinii despre originile acestei populații:
- au venit mai târziu din Appalachia de Sud;
- că sunt acolo de mii de ani (care este în concordanță cu legendele).

## Cultura veche
Mare parte din informația referitoare la cultura cherokee de dinainte de secolul al XVIII-lea provine de la exploratorii spanioli.
De asemenea, scriitorul american John Howard Payn a scris despre vechea lor civilizație și societate, bazându-se pe relatările unor bătrâni ai tribului. Conform lui, societatea era formată din două clase: clasa albă, o organizație a bătrânilor reprezentând cele șapte clanuri, care aveau atribuții religioase, transmise ereditar, și clasa roșie a războinicilor. Războiul fiind considerat o activitate poluantă, înainte de a se întoarce în mijlocul tribului, trebuia să fie purificat de un reprezentant al clasei albe. Cu mult înainte de secolul al XVIII-lea, aceste clase dispăruseră.
Motivul dispariției acestei ierarhii este încă dezbătută. Unii istorici cred că clasa albă și-a pierdut din putere după o revoltă împotriva abuzurilor acesteia. Etnograful James Mooney a fost primul care a legat o revoltă de declinul clasei albe. O altă sursă importantă de informații privind cultura veche, scrise în secolul al XIX-lea, vine de la didanvwisgi, medicii cherokee, după ce Sequoyah a inventat alfabetul cherokee.
Spre deosebire de majoritatea amerindienilor din sud-estul Statelor Unite, populația cherokee vorbește o limbă din grupa limbilor iroqui.

## Istorie

### Secolul al XVI-lea: contactul cu spaniolii
Primul contact cunoscut dintre europeni și nativi americani s-a petrecut în 1540, când o expediție spaniolă condusă de Hernando de Soto a trecut prin teritoriul cherokee. Expediția lui de Soto s-a concentrat mai ales pe centrul statelor Georgia și Tennessee. Ei au notat faptul că populația Chalaque trăiește în zona râului Keowee, unde se întâlnesc Carolina de Sud, Carolina de Nord și Georgia. Bolile europene, aduse de spanioli și de animalele lor, au decimat această populație, ei neavând imunitate.
O a doua expediție spaniolă, condusă de Juan Pardo, a avut loc în 1567. Trupele spaniole au construit șase forturi. Unul dintre ele, denumit San Juan, era chiar în Regatul Joara. Indigenii s-au revoltat împotriva spaniolilor, omorându-i aproape pe toți și arzându-le toate forturile. Spaniolii s-au retras pe coastă.